# Gare de Misakiguchi
La gare de Misakiguchi (三崎口駅, Misakiguchi-eki) est une gare ferroviaire de la ville de Miura, dans la préfecture de Kanagawa au Japon. Elle est exploitée par la compagnie Keikyū.

## Situation ferroviaire
Gare terminus, Misakiguchi est située au point kilométrique (PK) 13,4 de la ligne Keikyū Kurihama.

## Histoire
La gare a été inaugurée le 26 avril 1975.

## Services aux voyageurs

### Accès et accueil
La gare dispose d'un bâtiment voyageurs, avec guichet, ouvert tous les jours.

### Desserte
- Ligne Keikyū Kurihama :
  - voies 1 et 2 : direction Horinouchi, Yokohama et Shinagawa